# گاوینا (شرکت)

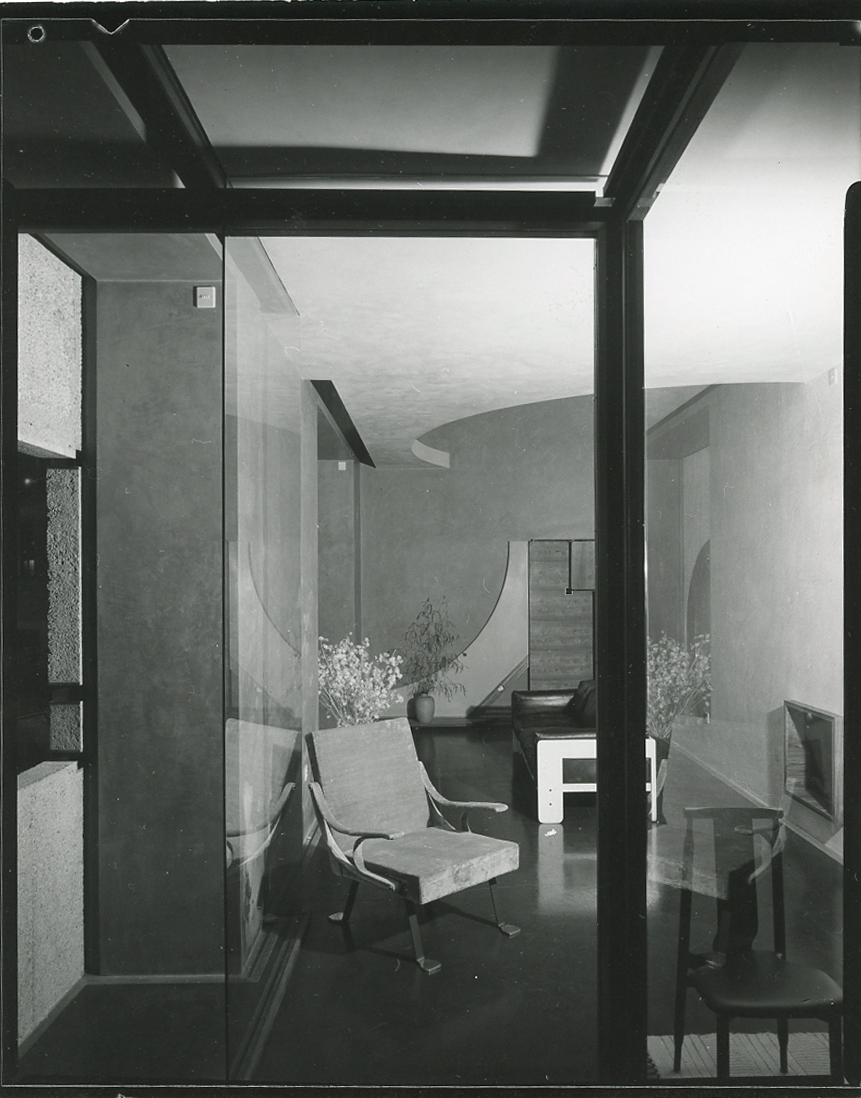
فروشگاه گاوینا در بولونیا، راه‌اندازی شده توسط کارلو اسکارپا. تصویر: پائولو مونتی، ۱۹۶۳ میلادی.

شرکت گاوینا (به ایتالیایی: Azienda Gavina)؛ توسط دینو گاوینا در سال ۱۹۶۰ میلادی تأسیس شد که نقش مدیرعامل را بر عهده گرفت و معمار، کارلو اسکارپا را برای ریاست شرکت فراخواند. دفتر مرکزیِ تاریخی این شرکت در سن لاتسارو دی ساونا، در ساختمانی که توسط پیر جاکومو کاستیلیونی در سال ۱۹۵۹ میلادی طراحی شده، واقع شده است. در سال ۱۹۶۳ میلادی، به لطف مشوق‌های دولتی برای توسعهٔ جنوب ایتالیا، دینو گاوینا یک دفتر در فولینیو افتتاح کرد. در سال ۱۹۶۲ میلادی دینو گاوینا با مارسل بروئر در نیویورک ملاقات کرد و او را متقاعد کرد که طرح‌های خود را از دههٔ ۱۹۲۰ میلادی دوباره ویرایش و خلق کند. از دیگر طراحان شناخته‌شده که با گاوینا همکاری کردند، می‌توان از: پیر جاکومو کاستیلیونی، آکیله کاستیلیونی، کارلو اسکارپا، اینیاتسیو گاردلا، توبیا اسکارپا نام برد. پس از فروش شرکت به شرکت آمریکایی نول در سال ۱۹۶۸ میلادی و بسته شدن برند بولونیزه، چندین محصول از مجموعهٔ گاوینا با نام تجاری نول به فروش رسید. برخی از آن‌ها بعداً به تولیدکنندگان دیگر فروخته شد (مانند صندلی راحتی سنلوکا). نول همچنان از دفتر مرکزی فولینیو برای تولید مجموعهٔ خود برای مشتریان اروپایی استفاده می‌کند.

## محصولات
از جملهٔ این محصولات، عبارتند از:
- صندلی لیرنا اثر آکیله و پیر جاکومو کاستیلیونی، ۱۹۵۹ میلادی.
- صندلی تریپولینا.
- صندلی راحتی سنلوکا اثر آکیله و پیر جاکومو کاستیلیونی، ۱۹۶۰ میلادی.
- مبل باستیانو اثر توبیا اسکارپا، ۱۹۶۰ میلادی.
- صندلی راحتی دیاگاما از اینیاتسیو گاردلا.
- صندلی واسیلی اثر مارسل بروئر (در حال تولید از سال ۱۹۶۲ میلادی).
- صندلی چسکا توسط مارسل بروئر (از ۱۹۶۳ میلادی).
- مبل سوزان اثر کازوهیده تاکاهاما (از سال ۱۹۶۵ میلادی).

## نگارخانه

فروشگاه گاوینا در خیابان آلتابلّا در بولونیا، طراحی شده توسط کارلو اسکارپا. تصاویر از: پائولو مونتی، ۱۹۶۳ میلادی.
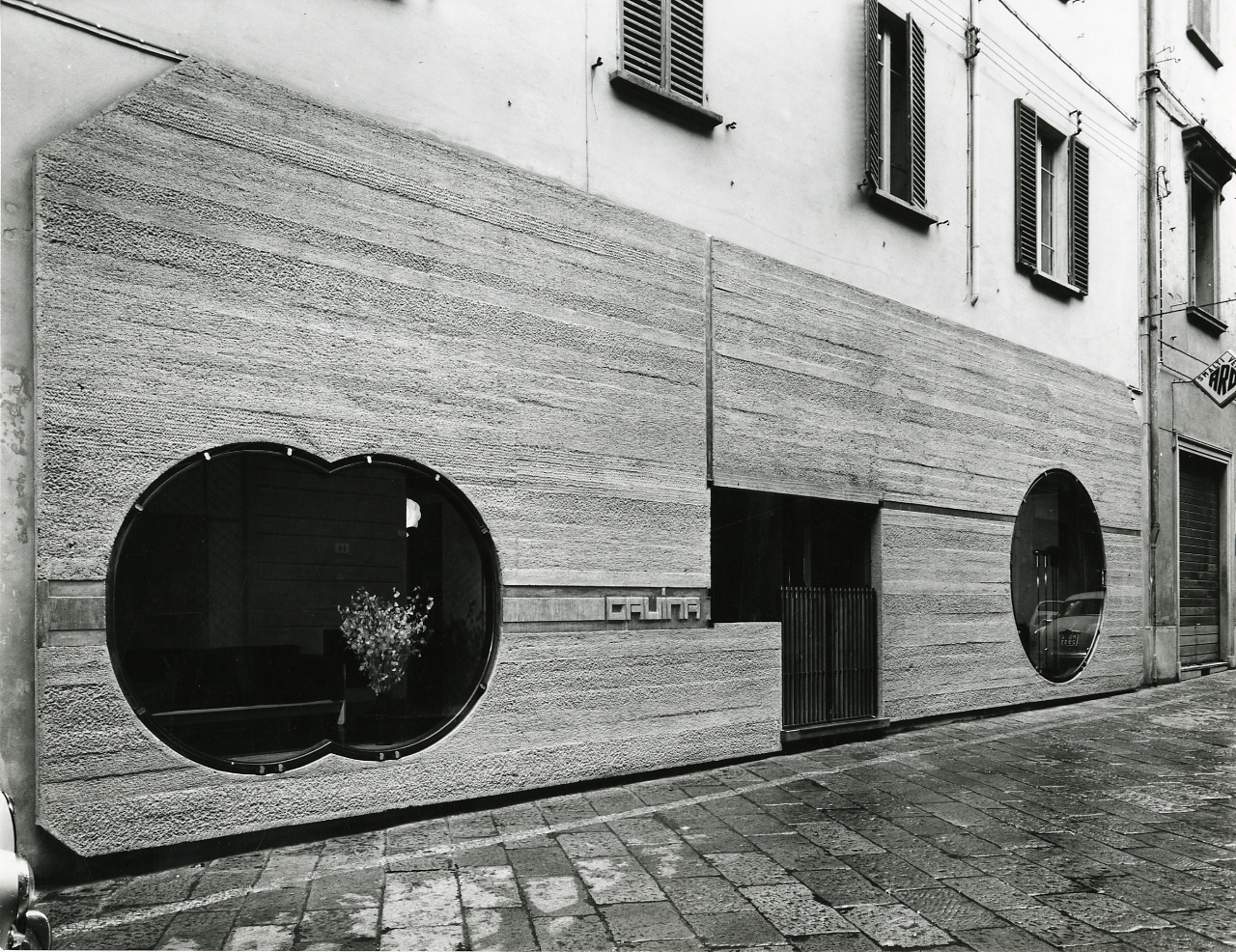
نمای فروشگاه گاوینا
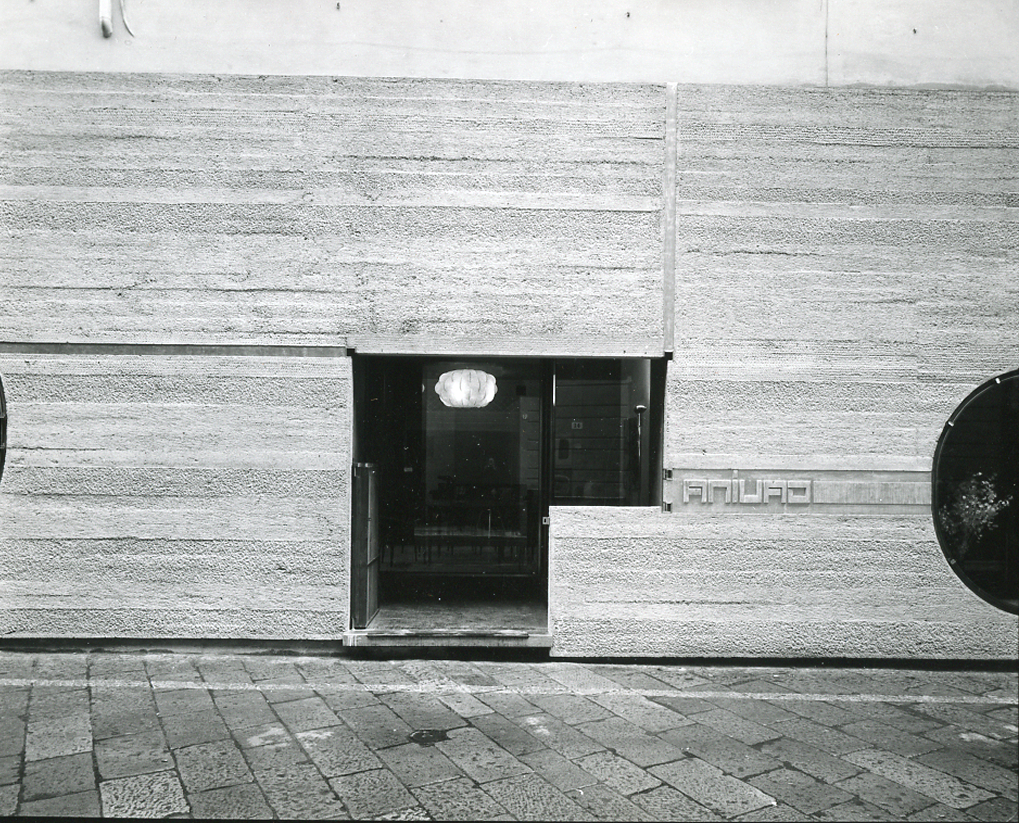
جزئیات نما
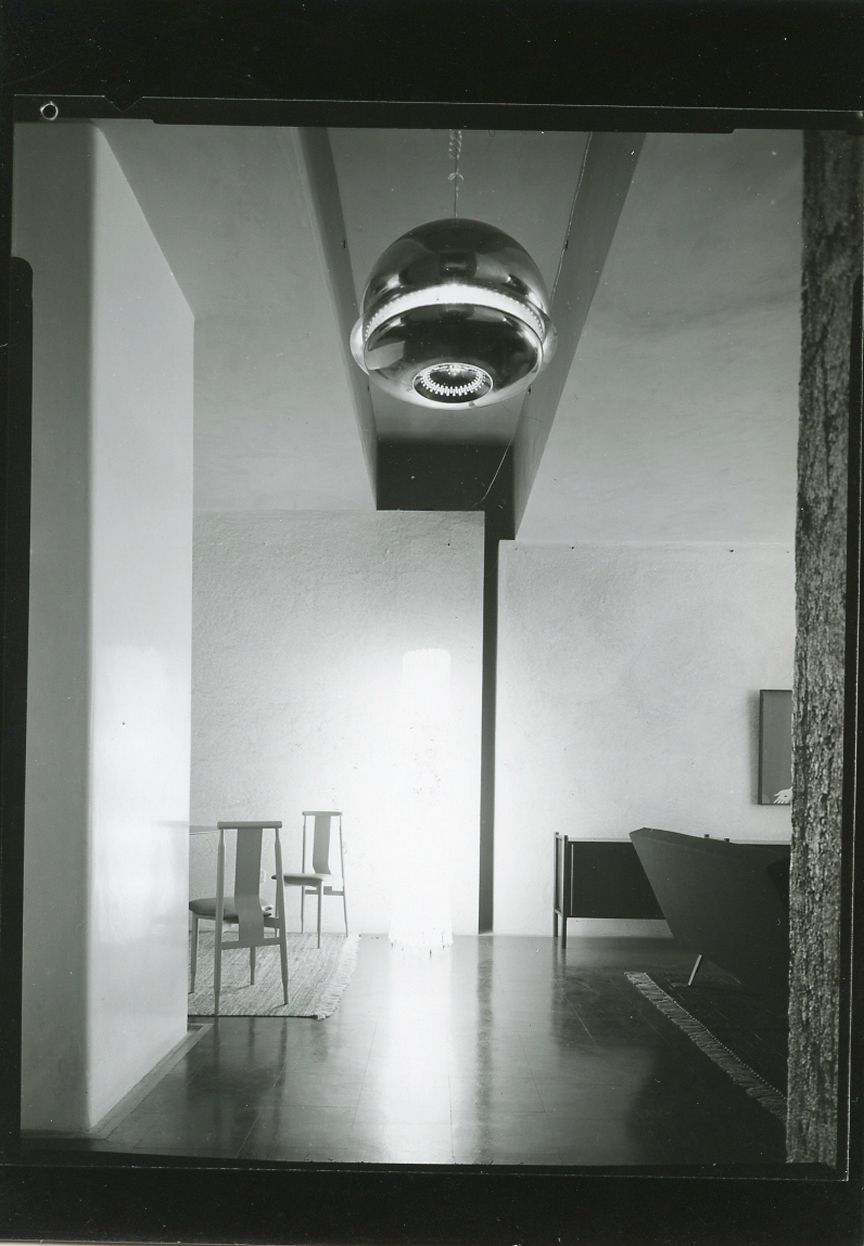
فضای داخلی
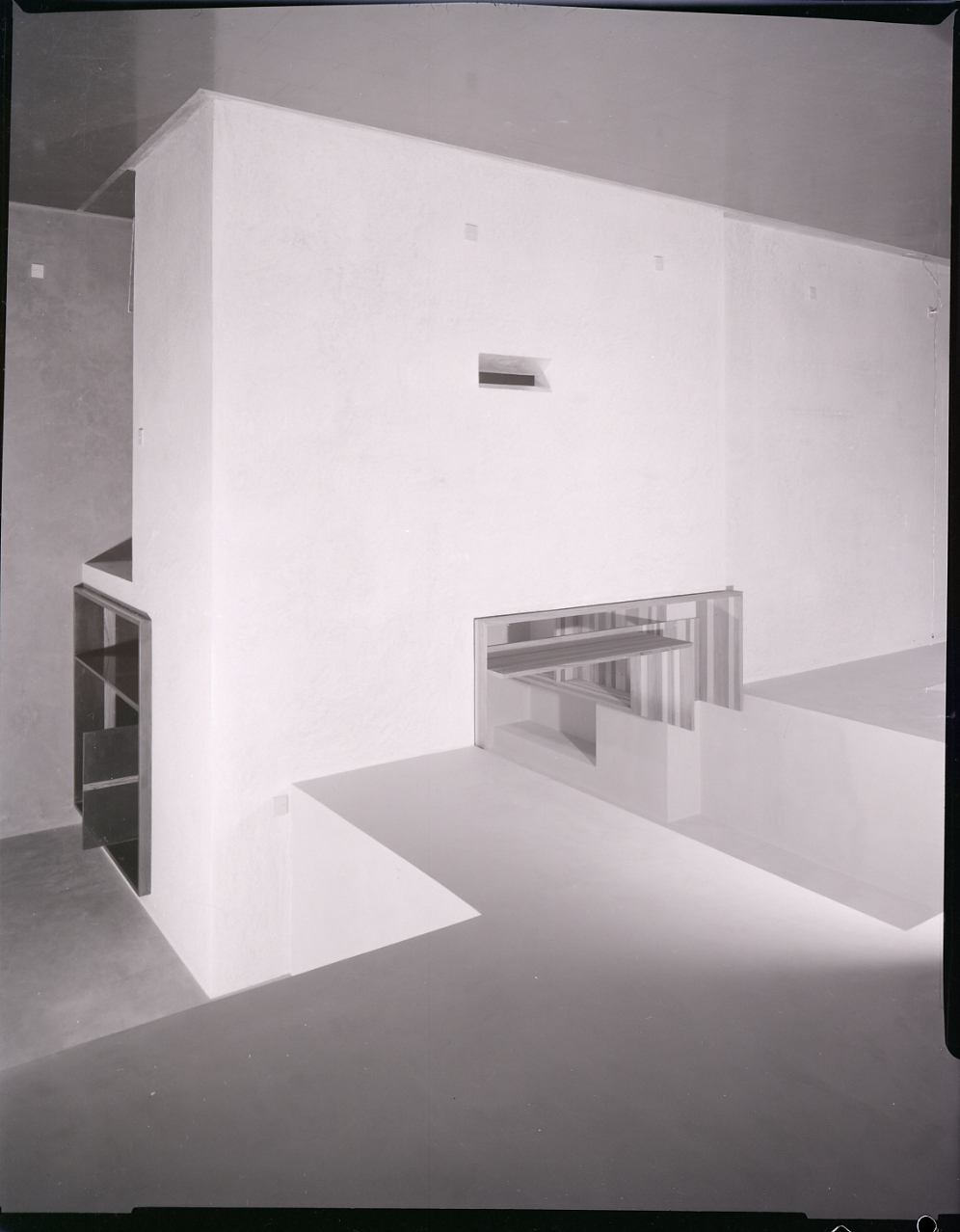
فضای داخلی
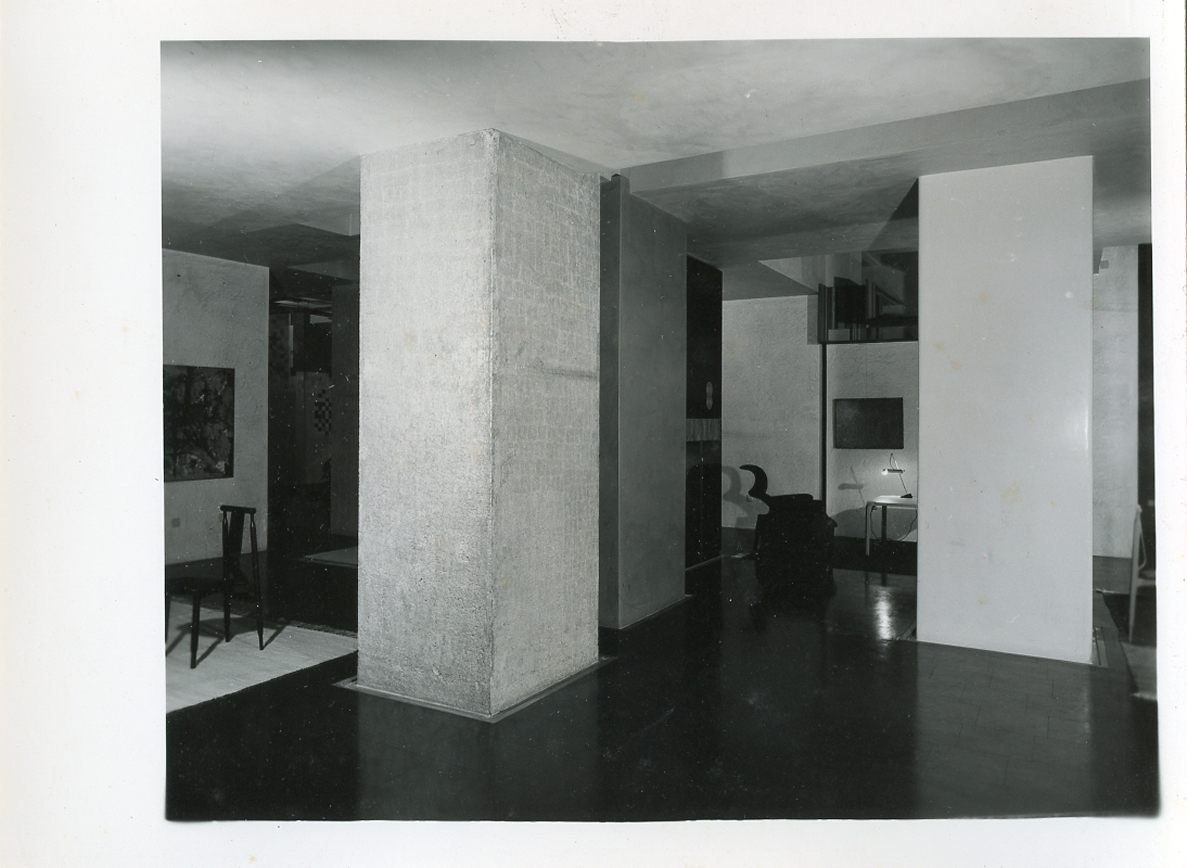
فضای داخلی
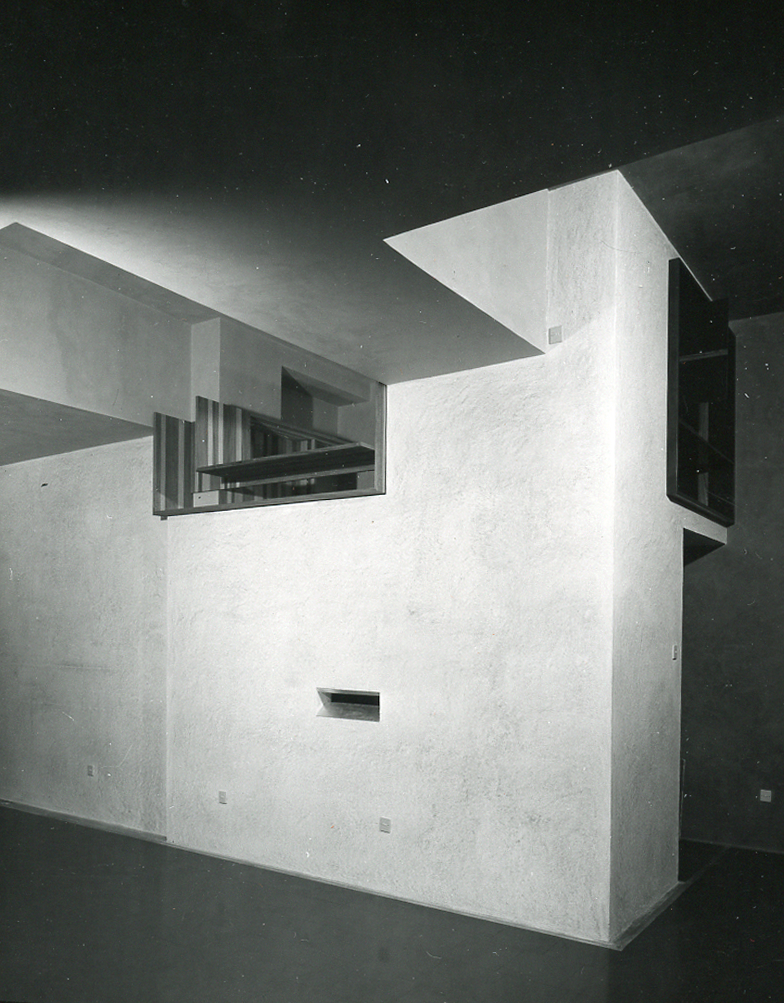
فضای داخلی